# René Habachi
René Marc Habachi (* 6. September 1915 in Kairo; † 11. Februar 2003 in Paris) war ein ägyptisch-libanesischer Philosoph.

## Leben
René Habachi absolvierte ein Studium der Philosophie an der Universität Grenoble. Der zur römisch-katholischen Kirche übergetretene Kopte Habachi bekleidete von 1953 bis 1969 Professuren der Philosophie an der Amerikanischen Universität Beirut, der Libanesischen Universität Beirut sowie der Université Saint-Joseph. Habachi, Gründer eines Instituts für Philosophie in Kairo, hatte darüber hinaus die Leitung der Sektion Philosophie der UNESCO in Paris inne. Er starb 2003 87-jährig in Paris.
Habachis Bestreben war es, ein modernes, nicht von ihrer Geschichte trennendes Weltbild für die Araber zu vermitteln. In Anknüpfung an den Existenzialismus, Marxismus sowie an Gedanken Emmanuel Mouniers skizzierte er einen Personalismus, der auf dem Spiritualismus der mediterranen Welt basiert.

## Werke (Auswahl)
- La recherche de la personne à travers l'expérience philosophique de Maine de Biran, al-Jamiʻah al-lubnaniyah, Beirut, 1957
- Vers und pensée méditerranéenne: Philosophie chrétienne, philosophie musulmane et existentialisme, Institut de lettres orientales, Beirut, 1959
- Une Philosophie pour notre temps, Cénacle libanais, Beirut, 1960
- Exposé critique sur Les arabes d'hier à demain de J. Berque, Cénacle libanais, Beirut, 1964
- Commencements de la créature, Ausgabe 2, Éditions du Centurion, Paris, 1965
- La colonne brisée de Baalbeck, ou, La créature à l'épreuve, Editions du Centurion, Paris, 1968
- Fundamentos filosóficos de una Universidad para la Paz, Editorial Universidad para la Paz, San José, 1986
- Théophanie de la gratuité : philosophie intempestive, Éditions A. Sigier, Sainte-Foy, 1986
- Maurice Zundel, un réalisme mystique: actes du colloque organisé à l'Institut catholique de Paris, 30-31 mai-1er juin 1986, Beauchesne, Paris, 1987
- Panorama de la pensée de Maurice Zundel, A. Sigier, Québec, 2003